# Basilides von Rom
Basilides (griechisch Βασίλιδης, Königsgleicher) war ein römischer Märtyrer und Heiliger. Als römischer Soldat war er zum Christentum übergetreten und wurde deshalb möglicherweise um das Jahr 304 unter Kaiser Diokletian enthauptet, zusammen mit mehreren Gefährten, deren Namen teilweise abweichend mit Cyrinus, Nabor, Nazarius und Celsus angegeben werden (siehe Diokletianische Christenverfolgung). Ihre Grabkirche lag an der Via Aurelia in Rom. Das Fest des heiligen Basilides und seiner Gefährten ist der 12. Juni.
Über sein Leben sind keine gesicherten Angaben möglich, da die erhaltenen Quellen voneinander abweichen. Sein Fest- und Gedenktag war seit dem 8. Jahrhundert bis zur Liturgiereform des Zweiten Vatikanischen Konzils in den liturgischen Büchern und Martyrologien bezeugt. Im ab 1970 geltenden Calendarium Romanum Generale ist der Gedenktag nicht mehr enthalten.

## Kirchen mit Basilides-Patrozinium
- St. Basilides Ramershoven in der Katholischen Kirchengemeinde St. Martin (Rheinbach)